# Хрестовоздвиженська церква (Пирогів)
Церква Воздвиження Чесного Хреста Господнього — православний храм у Києві у колишньому приміському селі Пирогові, збудований у 1820-ті роки та зруйнований у 1930-ті роки.
Кам'яну церкву Воздвиження Чесного Хреста Господнього — парафіяльний храм села Пирогів, було зведено 1821 року коштом пана І. Зуєвича та громади. Проте Лаврентій Похилевич наводить дату 1826 рік.
Станом на 1880 рік до парафії належали також села Мишоловка та Віта-Литовська, хутір Борзаків, село Корчувате, приходили з Лісників, Підгірців, Хотова, навіть Деміївки. А кількість парафіян становила 1490 осіб.

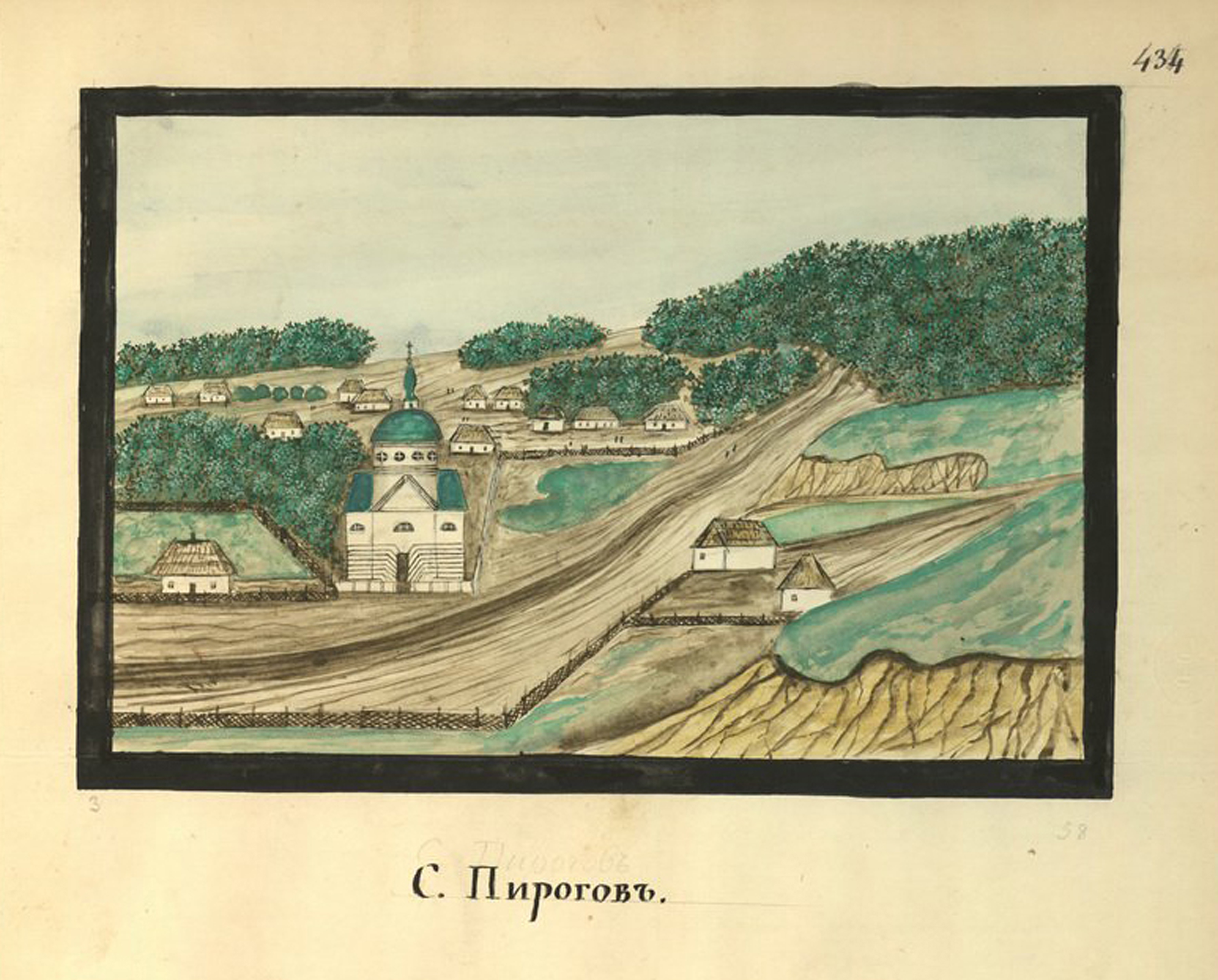
Храм Воздвиження Чесного Хреста Господнього. Домінік П'єр де ля Фліз. Видання 1854 року

У церкві був один священник та один псаломщик, які мали на церковному дворищі будинки та господарські будівлі. Заробітню плату їм виплачували з державної казни: священику 300 крб на рік, псаломщику — 50 крб. На початку XX століття в бібліотеці церкви знаходилось близько 50 томів духовної літератури для читання. Відомості про церкву, майно церкви, дані про священників, псаломщиків, церковних старост, просвірню, місце їх навчання та посвячення в сан, про членів сімей священнослужителів, стан церковної будівлі та господарських будівель та інше щороку записували у спеціальні книги — клірові відомості. Їх складали у двох примірниках — один з відміткою про перевірку залишали у церкві, а інший зберігався у Київській духовній консисторії.
У 1930-ті роки храм було знищено. Знаходився храм неподалік від нинішньої школи № 150 у селищі Пирогів (Пирогівський шлях, 148).
Метричні книги, клірові відомості, сповідні розписи церкви Воздвиження Чесного Хреста Господнього с. Пирогове (приписні хут. Борзаківщина, с. Литовська Віта, передмістя Києва Мишоловка, Корчевате) XVIII ст. — Київської сот. і п., з 1781 р. Київського пов. і нам., з 1797 р. Київського пов. і губ.; ХІХ ст. — Гвоздівської (Хотівської) волості Київського пов. Київської губ. зберігаються в ЦДІАК України.

## Цікаві факти
У липні 1868 року у храмі взяли шлюб молодий чиновник Петро Косач та Ольга Драгоманова — майбутня письменниця Олена Пчілка.

## Посилання

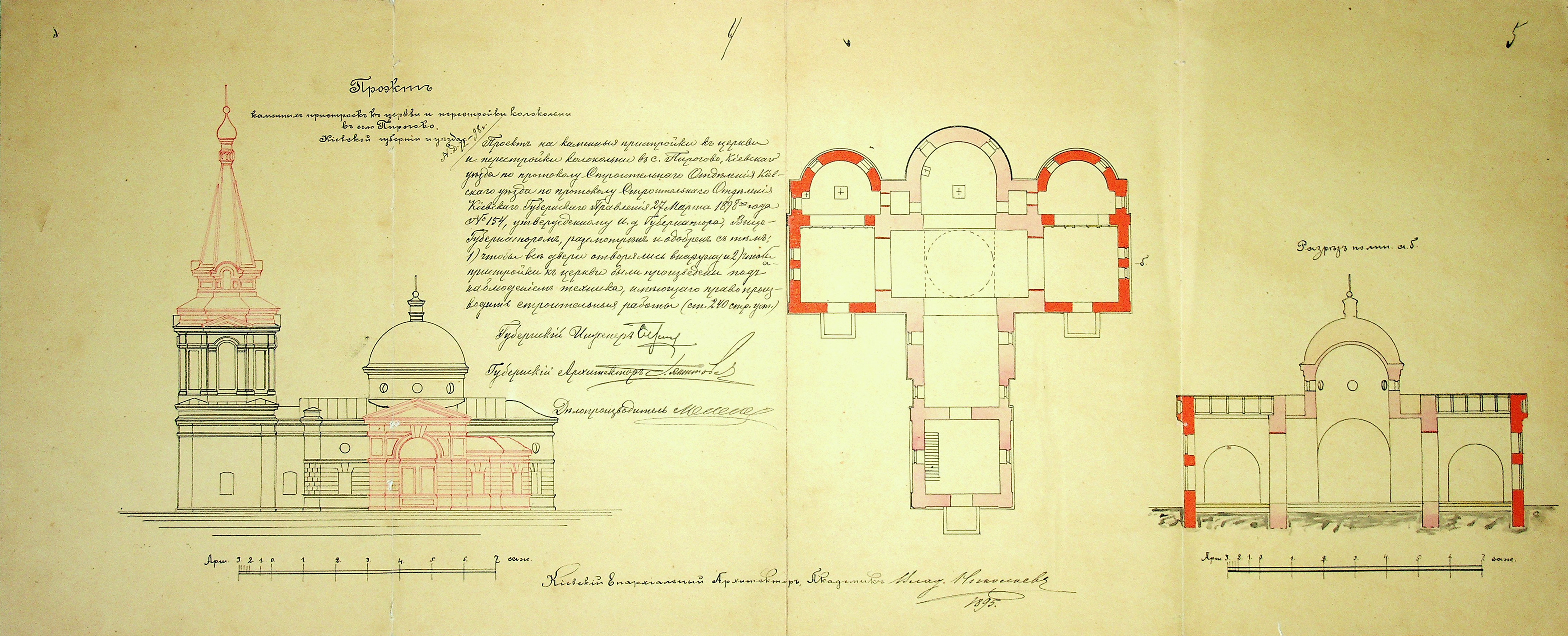
Проект прибудови до храму та перебудови дзвіниці в селі Пирогів Київського повіту. Архітектор В.Ніколаєв. 1895 рік